# Guvernorát Hasaka
Guvernorát Hasaka (Arabsky: محافظة الحسكة, Muḥāfaẓat al-Ḥasakah, Kurdsky: پارێزگای, Parêzgeha Hesîçe, Asyrsky Gozarto) je jeden ze čtrnácti syrských guvernorátů (provincií). Nachází se na severovýchodě země a hraničí s Tureckem na severu a Irákem (Iráckým Kurdistánem) na východě. Rozloha provincie činí 23 334 km2. Podle dostupných údajů zde žije asi jeden a půl milionu lidí (2011). Region je známý pro velké množství historických památek a krásnou přírodu.

## Obyvatelstvo a náboženství
Obyvatelstvo provincie poměrně rozmanité. Majoritou v oblasti jsou Arabové a Kurdové, dále zde žijí komunity Asyřanů a Arménů. Až do roku 2011 počet obyvatel rostl (rok/počet obyvatel: 2007/1 377 000, 2011/1 512 000). Podle Národní asociace arabské mládeže se provincii nachází 1717 vesnic. V roce 1938 zde žilo také 1500 Čerkesů.

## Okresy
Guvernorát je rozdělen na 4 okresy (Manatiq):
- Hasaka
- Kámišlí
- Al-Malíkija
- Ras al-Ajn

Tyto okresy jsou dále rozděleny na 16 "podokresů" (Nawahi).